# Kamienica przy ulicy Garncarskiej 16 w Krakowie
Kamienica przy ulicy Garncarskiej 16 – zabytkowa kamienica znajdująca się w Krakowie, w dzielnicy I przy ulicy Garncarskiej, na Piasku.
Kamienica została wzniesiona w latach 1895–1898 według projektu architekta Karola Zaremby.
8 kwietnia 1968 budynek został wpisany do rejestru zabytków. Znajduje się także w gminnej ewidencji zabytków.